# Premiile MOBO
Premiile MOBO (MOBO vine de la „Music of Black Origin” (română Muzică de origine neagră) sunt prezentate anual în Regatul Unit artiștilor de orice etnicitate sau naționalitate care interpretează muzica negrilor.

## Legături externe
- Site oficial